# Oncopygius
Oncopygius is een vliegengeslacht uit de familie van de slankpootvliegen (Dolichopodidae).

## Soorten
- O. distans (Loew, 1857)
- O. formosus Parent, 1927
- O. magnificus Loew, 1873